# Simfonia núm. 1 (Prokófiev)
La Simfonia núm. 1 en re major, op. 25, fou composta per Serguei Prokófiev a partir de l'any 1916, però va compondre'n la major part durant el 1917, completant-la el 20 de setembre de 1917. És també coneguda amb el sobrenom de Simfonia Clàssica. Va ser estrenada el 21 d'abril de 1918 a Petrograd, sota la direcció del compositor.

## Gènesi
Pot ser considerada com una de les primeres obres neoclàssiques. Prokófiev la va compondre en un intent d'emular l'estil de Franz Joseph Haydn; això no obstant, va introduir certs canvis en l'estructura com a mitjà per a reflectir els avenços en la tècnica compositiva. La idea va sorgir arran dels estudis de direcció d'orquestra al Conservatori, on el professor Teneev, preparava els seus estudiants amb obres de Haydn.
Prokófiev va compondre'n la major part durant unes vacances en el camp, utilitzant-la com un exercici de composició sense l'ús del piano. (Com a excel·lent pianista, s'entén que havia desenvolupat el costum de compondre al teclat.)
Va donar-li el títol de Clàssica pel seu caràcter pròxim a Haydn. Ha esdevingut una de les obres més populars i més accessibles del compositor.

## Moviments
La durada mitjana d'execució és de 10-15 minuts. Els quatre moviments són:
1. Allegro
2. Larghetto
3. Gavotta: Non troppo allegro
4. Finale: Molto Vivace

## Instrumentació
La simfonia està composta per a un conjunt orquestral típic del període clàssic: 2 flautes, 2 oboès, 2 clarinets, 2 fagots, 2 trompes, 2 trompetes, timbals i orquestra de corda.

## Enregistraments
Entre els enregistraments d'aquesta simfonia cal esmentar:
| Orquestra                                              | Director               | Segell              | Any d'enregistrament | Format |
| ------------------------------------------------------ | ---------------------- | ------------------- | -------------------- | ------ |
| Orquestra Nacional Escocesa                            | Neeme Järvi            | Chandos Records     | 1985                 | CD     |
| Orquestra Simfònica de Londres                         | Valery Gergiev         | Philips             | 2004                 | CD     |
| Orquestra Simfònica de Londres                         | Walter Weller          | Decca               | ?                    | CD     |
| Orquestra Nacional de França                           | Mstislav Rostropóvitx  | Erato               | 1988                 | CD     |
| Orquestra Simfònica de Londres                         | Vladímir Aixkenazi     | Decca               | 1974                 | CD     |
| Orquestra Simfònica Nacional d'Ucraïna                 | Theodore Kuchar        | Naxos               |                      | CD     |
| National Orchestra of the O.R.T.F.                     | Jean Martinon          | VoxBox              |                      | CD     |
| Orquestra Filharmònica Txeca                           | Zdenek Kosler          | Supraphon           |                      | CD     |
| Orquestra Filharmònica de Berlín                       | Herbert von Karajan    | Deutsche Grammophon | 1965                 | CD     |
| Orquestra Filharmònica de Berlín                       | Seiji Ozawa            | Deutsche Grammophon | 1989                 | CD     |
| New York Philharmonic                                  | Leonard Bernstein      | Sony                |                      | CD     |
| Orquestra Simfònica del Ministeri de Cultura de l'URSS | Gennadi Rozhdestvenski |                     |                      | CD/LP  |
| Orquestra Simfònica Estatal de Sant Petersburg         | Ravil Martinov         | Sony                | 1994                 | CD     |